# Pholcus dentifrons
Pholcus dentifrons is een spinnensoort uit de familie trilspinnen (Pholcidae). De soort komt voor in Myanmar.